# Ozan Doğulu
Ozan Doğulu (* 13. Januar 1972 in Istanbul) ist ein türkischer Musikproduzent.

## Karriere
Ozan Doğulu ist der ältere Bruder von Kenan Doğulu. Sie beide haben bereits mehrere Songs gemeinsam veröffentlicht. Im Jahr 2010 erschien das erste eigenständige Album von Ozan Doğulu. Zuvor hat er als Produzent für Sänger in der Türkei gearbeitet. Seit seinem Debüt hat er in den darauffolgenden Jahren viele weitere Alben und Hits in Zusammenarbeit mit zahlreichen bekannten türkischen Musikern auf den Weg gebracht. Dazu zählen unter anderem Ziynet Sali, Ece Seçkin oder Ferhat Göçer.

## Diskografie

### Alben
- 2010: 130 Bpm
- 2011: 130 Bpm Allegro
- 2014: 130 Bpm Moderato
- 2017: 130 Bpm Forte
- 2019: 130 Bpm Kreşendo

### Kompilationen
- 2015: 130 Bpm Quartet

### Remixalben
- 2014: 130 Bpm Remixes (mit DJ Eyüp)
- 2019: 130 Bpm Remixes, Vol. 2 (mit DJ Eyüp & Friends)

### Soundtracks
- 2011: Anadolu Kartalları

### Singles
| - 2010: Alain Delon (mit Sıla) - 2010: Hata (mit Mustafa Ceceli) - 2010: Sen Mutlu Ol (mit Ziynet Sali) - 2010: Bunlar Da Geçer (mit Kenan Doğulu) - 2010: Kaybolan Yıllar (mit Sezen Aksu) - 2011: Daha (mit Yalın) - 2011: Aşkistan (mit Atiye) - 2011: Kalp Kalbe Karşı (mit Kenan Doğulu) - 2012: Dağılmak İstiyorum (mit Model) - 2013: Kız Sana Hayran (mit Kenan Doğulu) - 2014: Harika (mit Ajda Pekkan & Kenan Doğulu) - 2014: Naparsan Yap (mit Ziynet Sali) - 2014: Böyle Akşamlar (mit Model) - 2014: Hoşuna Mı Gidiyor? (mit Ece Seçkin) - 2014: Namus (mit Gülşen) - 2014: Meyhaneci (mit Ebru Gündeş) - 2014: Sözlerimi Geri Alamam (mit Şebnem Ferah) - 2016: Uzun Lafın Kısası (mit Gülden & Bahadır Tatlıöz) - 2016: Wet (mit Baby Brown & Ece Seçkin) - 2016: Kime Ne (mit Gökçe) - 2016: Yağmur (mit Ziynet Sali) | - 2016: Özgürlük (mit Kenan Doğulu) - 2017: Kulüp (mit Demet Akalın) - 2017: Sayın Seyirciler (mit Ece Seçkin) - 2017: Derdim Çok (mit Hande Ünsal) - 2017: Hey (mit Murat Boz) - 2018: Vazgeçtim (mit Ece Seçkin) - 2018: Öle Öle (mit Hera) - 2019: Gerçek Şu Ki (mit Emrah) - 2019: Ne Zamandır (mit Simge) - 2019: Deli Fişek (mit Aydın Kurtoğlu) - 2019: Elizabeth (mit Cem Belevi) - 2019: 40 Asırlık (mit Buray) - 2019: Yok De (mit Bahadır Tatlıöz) - 2019: Yanar (mit Hera) - 2021: Ola Ola (mit Ozeus) - 2022: Bir Kereden Hiçbir Şey Olmaz (mit Gülşen) - 2023: Ben de İsterem (mit Cem Belevi) - 2023: 100 - 2025: Heybeler Bellerde - 2025: İnsan Lekesi (mit Deniz Seki) - 2025: Demedim Mi (mit Irmak Arıcı) |

### Produktionen (Auswahl)
| - 1993: Yaparım Bilirsin (von Kenan Doğulu) - 1993: Ateşteyim (von Çelik) - 1995: Delice Bir Sevda (von Ege) - 1995: Vazgeçtim (von Yıldız Tilbe) - 2002: Haberi Olsun (von Yıldız Tilbe) - 2003: Güzeller İçinden (von Kenan Doğulu) - 2006: Baş Harfi Ben (von Kenan Doğulu) - 2006: Yüzsüz Yürek (von Kenan Doğulu) - 2007: ...Dan Sonra (von Kenan Doğulu & Sıla Gençoğlu) - 2008: Sus (von Fatih Ürek) - 2009: Rüya (von Ziynet Sali) - 2010: Sen Anla (von Özlem Tekin) - 2011: Şans Meleğim (von Kenan Doğulu) - 2012: Kalp Kalbe Karşı (von Kenan Doğulu) - 2012: Bal Gibi (von Kenan Doğulu) - 2012: Sen Yoluna Ben Yoluma (von Ebru Gündeş) | - 2012: Alışkın Değiliz (von Ziynet Sali) - 2012: Deli (von Ziynet Sali) - 2013: Yarabbim (von Ferhat Göçer) - 2014: Tabi Tabi (von Sinan Akçıl) - 2014: Şok Oldum (von Ece Seçkin) - 2015: Aşk İle Yap (von Kenan Doğulu) - 2015: Dağınık Yatak (von Ziynet Sali) - 2015: Başrol (von Ziynet Sali) - 2015: Aman Aman (von Ece Seçkin) - 2016: Adeyyo (von Ece Seçkin) - 2017: Nasıl Uyuyorsun (von Ebru Yaşar) - 2017: Aşkın Mevsimi Olmaz Ki (von Ferhat Göçer) - 2018: Dibine Dibine (von Ece Seçkin) - 2019: Geçmiş Zaman (von Ece Seçkin) - 2023: Bodrum (von Ebru Gündeş) - 2023: Bir Sebebi Var (von Ebru Gündeş) |

## Auszeichnungen
- 2011: Kral Türkiye Müzik Award in der Kategorie Bestes Musikprojekt (für 130 Bpm)